# تشارلز هالتون
تشارلز هالتون (بالإنجليزية: Charles Halton)‏ مواليد 16 مارس 1876 في واشنطن العاصمة، الولايات المتحدة - الوفاة 16 أبريل 1959 في لوس أنجلوس، هو ممثل أمريكي بدأ مسيرته الفنية سنة 1901. شارك في قرابة 180 فيلما.

## الأعمال
- المغامر
- تعال وخذها
- دودسورث
- بينرود وسام
- النهاية الميتة
- بينرود وشقيقه التوأم
- فيرجينيا سيتي
- المراسل الأجنبي
- فتاة المليون دولار
- أختي إيلين
- في كاليفورنيا القديمة
- الجنة يمكن أن تنتظر
- ويلسون
- أب إن أرمز
- شجرة تنمو في بروكلين
- الأخت كيني
- إنها حياة رائعة
- أجمل سنوات العمر
- العازب وبوبي سوكسر
- ها قد أتى العروس

## روابط خارجية
- تشارلز هالتون على موقع IMDb (الإنجليزية)
- تشارلز هالتون على موقع ألو سيني (الفرنسية)
- تشارلز هالتون على موقع أول موفي (الإنجليزية)
- تشارلز هالتون على موقع قاعدة بيانات برودواي على الإنترنت (الإنجليزية)
- تشارلز هالتون على موقع قاعدة بيانات الأفلام السويدية (السويدية)
- تشارلز هالتون على موقع إن إن دي بي (الإنجليزية)
- تشارلز هالتون على موقع قاعدة بيانات الفيلم (الإنجليزية)
- تشارلز هالتون على موقع كينوبويسك (الروسية)